# Gautier de Palear
Gautier de Palear (en italien : Gualtiero di Palearia) est un religieux italien de la fin du XIIe siècle et du début du XIIIe siècle qui fut évêque de Troia de 1189 à 1208 puis de Catane de 1208 à sa mort en 1229. Il fut également chancelier du royaume de Sicile.
Son nom en italien est Gualtiero di Pagliaria, ou sous une forme plus ancienne di Palearia ou di Palladoro. Son nom d'église, en latin, était Gualtierus de Palearia. Le nom Pagliara, associé au nom de Gautier, était le nom du château des Abruzzes.

## Biographie

### Origines
Il est issu d'une famille noble originaire des Abruzzes et est le frère du comte Gentile de Manoppello et le beau-frère du comte Pierre de Celano.
Il est également l'oncle de Rainaldo de Celano, archevêque de Capoue.

### Sous Henri VI
En tant qu'évêque de Troia, il est l'ennemi de la dynastie normande des rois de Sicile et soutient l'empereur Henri VI lors de sa première campagne en Sicile en 1191 et qui se considère comme l'héritier du royaume de Sicile à la suite de son mariage avec Constance de Hauteville. Il suit l'empereur lorsque celui-ci se retire en Allemagne à la suite d'une maladie et reste dans son sillage.
Lorsque le roi Tancrède de Lecce décède en 1194, il accompagne l'empereur lors de sa deuxième campagne et est récompensé de sa fidélité en étant nommé chancelier de Sicile. 
Mais l'empereur décède en 1197, laissant comme héritier Frédéric II, âgé de seulement trois ans, et c'est sa mère Constance qui assure le gouvernement. Mais elle soupçonne Gautier d'avoir abusé de son pouvoir et le démet de ses fonctions et le fait jeter au cachot. Grâce à l'intervention du pape Innocent III, il est libéré peu de temps avant la mort de la reine fin 1198 et reprend même son poste de chancelier.

### Pendant la minorité de Frédéric II
En tant que chancelier de Sicile, il place Palerme sous l'autorité de son frère Gentile, comte de Manoppello, et lui confie la garde de l'héritier du trône Frédéric II.
S'ensuit alors une période de troubles entre la noblesse normande locale et les troupes allemandes de l’empereur, menées par Markward d'Anweiler et Diépold d'Acerra. Le pape envoie alors un chevalier français, Gautier de Brienne, afin qu'il puisse récupérer l’héritage de sa femme qui est une fille de l'ancien roi Tancrède de Lecce et restaurer l'autorité papale. Le pape demande alors à la noblesse de soutenir le comte de Brienne, mais l'évêque refuse et l'annonce publiquement, voyant dans celui-ci un héritier des normands qu'il déteste et un possible rival pour le jeune Frédéric II.
Il s'allie avec Markward d'Anweiler et Diépold d'Acerra pour contrer Gautier de Brienne qui remporte plusieurs victoires, et tous deux sont alors excommuniés par le pape Innocent III. Après une défaite à Cannes, Markward rompt son alliance avec l'évêque et va prendre le Castello a Mare et Palerme, où réside Frédéric II, et se nomme son gardien ainsi que régent de Sicile. Marward meurt en septembre 1202 et un autre seigneur de guerre allemand, Guillaume de Capparone, reprend Palerme et les titres de gardien et de régent.
À la suite de ces échecs, il se soumet au pape et reçoit l'absolution en mai 1203. Mais Diépold d'Acerra réussit à vaincre Gautier de Brienne en 1205, et Diépold et l'évêque se rendent ensuite à Palerme pour réclamer à Guillaume de Capparone la remise du jeune Frédéric II au nom du pape, ce qui Guillaume fait sans objection. Gautier de Palear fait ensuite arrêter Diépold dont il se méfie, le fait jeter dans un cachot et devient le nouveau gardien du roi jusqu'à sa majorité en 1208. Mais son autorité reste limitée à Palerme, car Capparone et Diépold, qui ont été libérés de prison, continuent de ravager le royaume. Il est toutefois probablement le personnage le plus important du royaume de Sicile pendant la minorité de Frédéric II

### Sous Frédéric II
Dès la prise de pouvoir par Frédéric II, celui de Gautier de Palear commence à décliner bien qu'il soit nommé évêque de Catane en 1208.
En mars 1212, lorsque Frédéric II part pour l'Allemagne, il reste en Sicile avec la reine Constance d'Aragon et fait partie de son gouvernement pendant plusieurs années. En mars 1213, il reçoit le château de Calatabiano de la reine pour récompenses de ses services.
En 1220, Frédéric II lui donne avec Enrico Pescatore le commandement d'une flotte croisée pour aider à la prise de Damiette en 1221 lors de la cinquième croisade. Mais à son retour, il est banni de Sicile pour son abus de pouvoir et le poste de chancelier n'est pas réattribué.
Il séjourne ensuite à Venise et à Rome mais ne retourne pas dans son diocèse de Catane, même s'il continue d'en tirer ses revenus. Au retour de la sixième croisade en 1229, après un accord avec le pape, Frédéric II pardonne à ses ennemis et leur permet de retourner au royaume de Sicile, mais Gautier de Palear décède peu de temps après.